# Покассет (Массачусетс)
Покассет (англ. Pocasset) — переписна місцевість (CDP) в США, в окрузі Барнстебел штату Массачусетс. Населення — 2843 особи (2020).

## Географія
Покассет розташований за координатами 41°41′20″ пн. ш. 70°38′21″ зх. д. / 41.68889° пн. ш. 70.63917° зх. д. (41.688804, -70.639267).  За даними Бюро перепису населення США в 2010 році переписна місцевість мала площу 25,34 км², з яких 9,52 км² — суходіл та 15,82 км² — водойми.

## Демографія
Згідно з переписом 2010 року, у переписній місцевості мешкала 2851 особа в 1395 домогосподарствах у складі 786 родин. Густота населення становила 113 осіб/км².  Було 2377 помешкань (94/км²).
Расовий склад населення:
| - 95,1 % — білих - 1,9 % — чорних або афроамериканців - 0,7 % — азіатів - 0,5 % — корінних американців |

До двох чи більше рас належало 1,5 %. Частка іспаномовних становила 1,0 % від усіх жителів.
За віковим діапазоном населення розподілялося таким чином: 13,9 % — особи молодші 18 років, 53,3 % — особи у віці 18—64 років, 32,8 % — особи у віці 65 років та старші. Медіана віку мешканця становила 55,1 року. На 100 осіб жіночої статі у переписній місцевості припадало 90,4 чоловіків;  на 100 жінок у віці від 18 років та старших — 84,8 чоловіків також старших 18 років.
Середній дохід на одне домашнє господарство  становив 72 224 долари США (медіана — 58 036), а середній дохід на одну сім'ю — 91 577 доларів (медіана — 80 110). Медіана доходів становила 70 599 доларів для чоловіків та 40 125 доларів для жінок. За межею бідності перебувало 5,7 % осіб, у тому числі 13,6 % дітей у віці до 18 років та 2,4 % осіб у віці 65 років та старших.
Цивільне працевлаштоване населення становило 1410 осіб. Основні галузі зайнятості: освіта, охорона здоров'я та соціальна допомога — 22,5 %, роздрібна торгівля — 17,7 %, будівництво — 15,9 %.